# Bété (langue)
Cet article concerne la langue bété. Pour le peuple bété, voir Bétés. Pour l’écriture bété, voir Écriture bété. Pour les autres significations, voir Bete.
Le bété ou les langues bété sont un continuum linguistique de langues krou parlées par les Bétés dans le sud-ouest et le centre-ouest de la Côte d'Ivoire.

## Variétés
Il existe de nombreuses variétés du bété, qui sont regroupées en deux groupes occidental et oriental.
Les bases de données linguistiques Ethnologue.com et Glottolog.org recensent cinq variétés de bété, : 
- bété oriental :
  - bété de Gagnoa
  - sokuya, parlé par les Sokuyas
- bété occidental :
  - bété de Daloa
  - bété de Guibéroua
  - godié, parlé par les Godiés

## Écriture
Le bété est principalement écrit avec l’alphabet de l’Orthographe pratique des langues ivoiriennes.
Les tons sont indiqués avec les symboles moins ‹ ˗ › pour le ton bas, apostrophe ‹ ʼ › pour le ton haut et double apostrophe ‹ ˮ › pour le très haut devant la syllabe à ton simple ou devant et derrière la syllabe à ton complexe.
| a  | ä | b | bh | c | d | e  | ë | ɛ | f | g  | gb |
| gh | i | ï | ɩ  | j | k | kp | l | m | n | ng | ny |
| o  | ö | ɔ | p  | s | t | u  | v | ʋ | w | y  | z  |

| a  | ä  | b | bh | c | d | e  | eh | ë | ɛ | f  | g  |
| gb | gh | i | ï  | j | k | kp | l  | m | n | ng | ny |
| o  | oh | ö | ɔ  | p | s | t  | u  | v | w | y  | z  |

En 1956, Frédéric Bruly Bouabré a créé l’écriture bété, un syllabaire, pouvant être utilisé pour écrire le bété.